# Gòfri
Il gòfri è una cialda tradizionale delle Valli valdesi e della Valsusa, in Piemonte.

## Descrizione
Il gòfri (scritto anche gôfre, gofri o goffre) è una cialda di pane, specialità dell'Alta Val Chisone e Alta Val di Susa in provincia di Torino. L'impasto di queste cialde veniva fatto cuocere in inverno e mangiato in sostituzione del pane, in quanto le popolazioni montane avevano difficoltà a panificare. I forni comuni, presenti in ogni borgata, venivano, infatti, accesi con parsimonia a causa del grande consumo di legna che ne conseguiva.  
L'impasto è composto da acqua, farina, lievito e sale. Nel frattempo si preparano i ferri (goufrìe o fer à gaufre), due piastre di ghisa sovrapposte, incernierate su un lato in modo che si aprano a libro, con le facce interne incise con il caratteristico reticolo, simili a quelle che nella tradizione cattolica erano utilizzate per la produzione delle ostie. Le piastre venivano prima riscaldate sulla stufa, o nel camino e poi unte con un grosso pezzo di lardo non salato infilato in un forchettone.
La versione più rustica e povera prevede l'uso della cipolla. L'impasto, una volta lievitato, viene posto all'interno dei ferri che vengono chiusi e girati in modo regolare sul piano riscaldato in modo da ottenere una doratura uniforme. I gòfri incominciarono a essere prodotti alla metà dell'XIX secolo, importati dalla Francia. Un tempo erano utilizzati per accompagnare il pasto o anche da soli, come il pane; oggi sono più spesso abbinati a prodotti dolci (confetture e marmellate, miele, cioccolato) o salati (salumi e formaggi).